# 1989 SA
1989 SA är en asteroid i huvudbältet som upptäcktes den 21 september 1989 av den australiensiske astronomen Robert H. McNaught vid Siding Spring-observatoriet.
Asteroiden har en diameter på ungefär 6 kilometer och den tillhör asteroidgruppen Eunomia.